# باكو كالديرون
باكو كالديرون (بالإسبانية: Paco Calderón)‏ هو رسام كارتون وصحفي مكسيكي، ولد في 1959 في مدينة مكسيكو في المكسيك.

## وصلات خارجية
- الموقع الرسمي